# Nyborg-Ringe-Faaborg Banen
Nyborg-Ringe-Faaborg Banen var en dansk jernbanestrækning, der blev åbnet i to etaper: Ringe-Faaborg Banen (RFB) i 1882 og Ringe-Nyborg Banen (RNB) i 1897.

## Historie
Ved lov af 16. juni 1879 blev regeringen bemyndiget til at anlægge en "lokomotivbane" fra Ringe til Faaborg for statens regning. Sydfyenske Jernbaner (SFJ) ville forpagte banen. Anlægget blev påbegyndt i 1880, og SFJ udførte banens overbygning (sporet). Den samme lov nævnte også en bane mellem Nyborg og Ringe, og den fik ministeren bemyndigelse til at anlægge som statsbane ved den store jernbanelov fra 1894. Også her var det forudsat, at SFJ forpagtede banen. De to baner blev betragtet som en helhed. De var anlagt som statsbaner, men blev drevet af SFJ indtil 1. april 1949, hvor hele SFJ's banenet overgik til DSB.
Efter Genforeningen i 1920 blev jernbanefærgeruten Faaborg-Mommark oprettet i 1922. Banen fik hermed en betydning, der rakte ud over det lokale, og blev en del af en national forbindelse mellem Sjælland og Sønderjylland. Denne betydning aftog dog igen med bygningen af Lillebæltsbroen og muligheden for at køre lyntog, også til Sønderborg.

## Strækningsdata
- Ringe-Faaborg (29,4 km), åbnet 1. april 1882
- Ringe-Nyborg (26,4 km), åbnet 1. september 1897
- Samlet længde: 55,8 km
- Enkeltsporet
- Sporvidde: normalsporet (1.435 mm)
- Skinnevægt (1960): 22,5-37-45 kg/m
- Maks. hastighed: 75 km/t
- Akseltryk: 16 t
- Nedlagt: 27. maj 1962 – godstrafik Ringe-Faaborg indtil 1987, nogle år længere Ringe-Korinth

## Ringe-Faaborg
Strækningen var fra starten indhegnet, så man kunne køre 75 km/t, en høj hastighed dengang.

### Standsningssteder
- Ringe Station i km 26,4 fra Nyborg – forbindelse med Svendborgbanen.
- Boltinge trinbræt i km 29,5 fra 1929, fra 1930 Boltinggård billetsalgssted, fra 1954 igen trinbræt.
- Espe station i km 33,0 fra 1883 med krydsningsspor og læssespor med to stikspor, det ene til varehuset. Fra omløbssporet gik der et sidespor til et grusgravsareal mod nord.
- Højrup station i km 37,2.
- Hågerup billetsalgssted i km 40,0 fra 1. oktober 1882, trinbræt fra 1957.
- Korinth station i km 43,3.
- Grønderup billetsalgssted i km 46,7 fra 1. oktober 1882, senere trinbræt.
- Pejrup station i km 49,0.
- Katterød trinbræt i km 51,5 med billetsalg i ledvogterhus fra juli 1883. Blev station, da Katterød fik forgrening til Svendborg-Faaborg Banen. Veteranbanens trinbræt ligger ikke samme sted som det oprindelige.
- Faaborg banegård i km 55,8 – forbindelse med Odense-Nørre Broby-Faaborg Jernbane.

#### Bevarede stationsbygninger
Alle stationsbygninger og billetsalgssteder mellem Ringe og Faaborg er bevaret, Grønderup dog nærmest som ruin.
- Espe: Kastanievej 2
- Højrup: Møllemosevej 3
- Hågerup: Rodalsvej 1
- Korinth: Kaj Lykkes Vej 2-4
- Grønderup: Grønderupvej
- Pejrup: Frederiksbergvej 20
- Katterød: Byvej 36
- Faaborg: Banegårdspladsen 2

Faaborg Banegård og stationerne i Ringe, Højrup, Korinth og Pejrup er tegnet af N.P.C. Holsøe. Til opførelse af Faaborg Banegård genbrugte man tegningerne fra Aarhus Østbanegård, som Holsøe tegnede 5 år tidligere. Korinth Station var ekstra stor, fordi der også skulle være ventesal for herskaberne fra Arreskov og Brahetrolleborg. Espe Station var ikke projekteret fra starten, men blev i 1883 bygget på kun ni uger som en meget lille station i simpel stil - den er senere udvidet flere gange. Katterød Station er tegnet af Andreas Jensen ligesom de andre på Svendborg-Faaborg banen.
Øhavsmuseet i Faaborg kortlagde i foråret 2009 de kulturhistoriske interesser omkring strækningen og tillagde alle stationerne høj bevaringsværdi.

### Efter nedlæggelsen
Signalerne blev taget ned i 1962-63, og de fleste omløbsspor og sidespor blev fjernet i løbet af 1960'erne.
Strækningen Korinth-Faaborg blev købt af Fyns Amt og stillet til rådighed for Syd Fyenske Veteranjernbane (SFvJ), som blev stiftet 9. januar 1988. Veteranbanen blev officielt indviet 28. maj 1992. Faaborg-Midtfyn Kommune, der efter Kommunalreformen i 2007 ejer strækningen Korinth-Faaborg, har kørt et renoverings- og udviklingsprojekt, der skal skabe bedre rammer for veterantogsdriften.
Veteranbanen har ved særlige lejligheder også kørt tog til andre byer på Fyn og i Jylland, men denne trafik stoppede i 2002, da sporet mellem Ringe og Korinth var kommet i for dårlig stand, og i 2011 blev sporet fjernet. Skov- og Naturstyrelsen har overtaget strækningen Ringe-Korinth og omdannet den til Natursti Ringe-Korinth med asfalteret cykelsti og grusbelagt ridesti.

### Strækninger hvor banetracéet er bevaret
Næsten hele banetracéet er bevaret, 26½ km som natursti og 12½ km som veteranbane.

#### Natursti Ringe-Korinth
- Faaborgbanen grenede fra Svendborgbanen ved Vesterparken i Ringe
- Jernbanebroen over Sallinge Å syd for Ringe
- Naturstien passerer Espe Station i omløbssporet - hovedsporet er bevaret
- Naturstien i Højrup, tv. margarinefabrikken fra 1918, senere Viking havregrynsmølle
- I mindre overskæringer er sporet bevaret, her ved en stikvej til Hågerupvej
- Naturstien møder veteranbanen nord for Korinth Station

#### Syd Fyenske Veteranjernbane
- Veteranbanen krydser Reventlowsvej i Korinth
- Indkørsel til Pejrup Station fra syd
- "Vogterhuset" ved Lindebjergvej
- Veteranbanens trinbræt i Katterød
- Indkørsel til Faaborg med banegården i baggrunden

## Nyborg-Ringe

### Standsningssteder
- Nyborg station i km 0,0 – forbindelse med Den fynske hovedbane og Svendborg-Nyborg Banen.
- Lamdrup station i km 5,0 lidt nord for Vindinge.
- Refsvindinge station i km 10,0.
- Ørbæk station i km 12,6.
- Ellested station i km 16,6.
- Fjellerup station i km 20,2.
- Ryslinge station i km 22,3.
- Ringe station i km 26,4 – forbindelse med Svendborgbanen.

På denne strækning blev skinnerne taget op i 1963-64.

### Bevarede stationsbygninger
Ørbæk Station blev revet ned omkring 1968 for at give plads til rådhuset i Ørbæk Kommune. Fjellerup station findes på Kløvmosevej 2
- Lamdrup: Nyhavevej 1
- Refsvindinge: Stationsvænget 5
- Ellested: Assensvej 72
- Fjellerup: Kløvmosevej 2
- Ryslinge: Enghavevej 22

### Strækninger hvor banetracéet er bevaret
- Mod sydøst fra Blaakærvej
- Dæmning sydvest for Svalehøjvej
- Vest for Lindenborgvej 5
- Mellem Lindenborgvej og Odensevej i Nyborg